# بيتي بويد
بيتي بويد (11 مايو 1908 - 16 سبتمبر 1971) ممثلة أمريكية في الأيام الأولى من هوليوود، ومعظمها في عصر السينما الصامتة من أواخر عقد 1920 و عقد 1930.

## أعمالها
- نور الهند (1929)
- زنابق الحقل (1930)
- جزيرة الفردوس (1930)[4]
- قانون السلاح (1933)[5]

## روابط خارجية
- بيتي بويد على موقع IMDb (الإنجليزية)
- بيتي بويد على موقع أول موفي (الإنجليزية)
- بيتي بويد على موقع قاعدة بيانات الفيلم (الإنجليزية)